# Kovčín
Kovčín (jusqu'en 1995 : Kozčín ; en allemand : Kotschin, précédemment : Kowčin) est une commune du district de Klatovy, dans la région de Plzeň, en République tchèque. Sa population s'élevait à 85 habitants en 2021.

## Géographie
Kovčín se trouve à 23 km à l'est de Klatovy, à 40 km au sud-est de Plzeň et à 95 km au sud-ouest de Prague.
La commune est limitée par Nekvasovy au nord-est, par Kvášňovice à l'est, par Olšany au sud, et par Myslív à l'ouest et au nord-ouest.

## Histoire
La première mention écrite de la localité date de 1551.

## Galerie

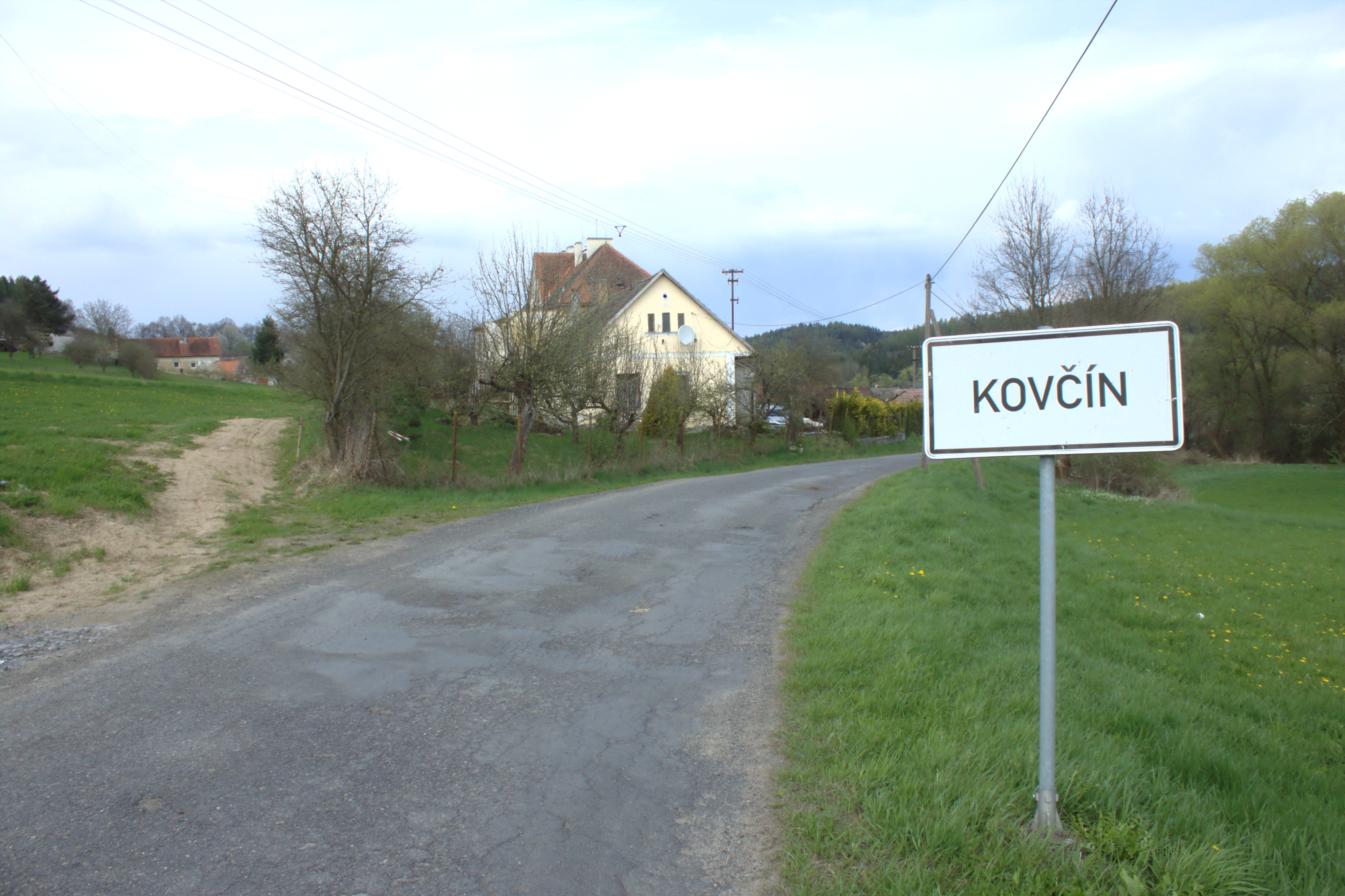
Entrée du village.
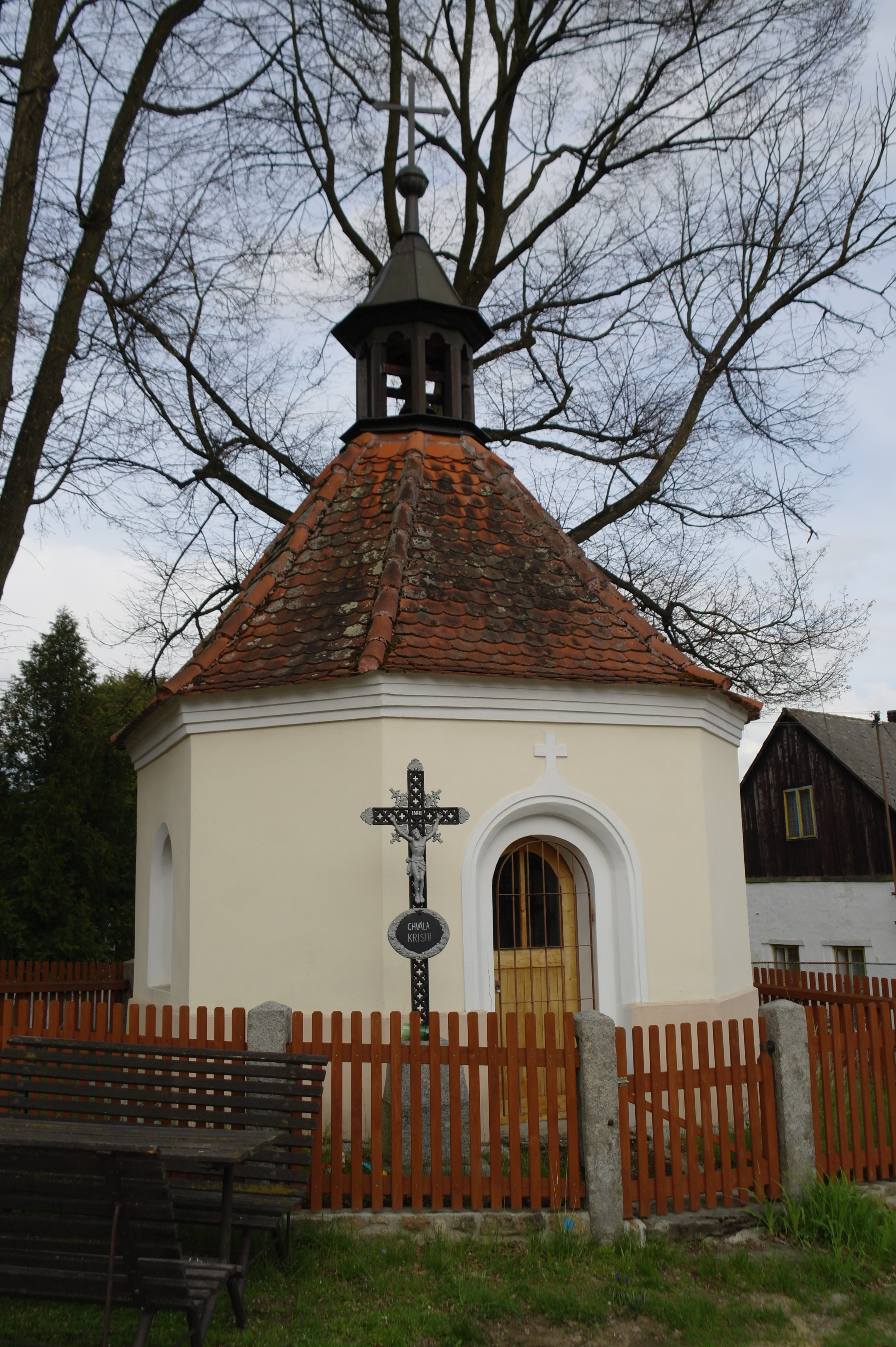
Chapelle à Kovčín.

## Transports
Par la route, Kovčín se trouve à 14 km de Horažďovice, à 27 km de Klatovy, à 46 km de Plzeň et à 118 km de Prague.